# Ulex boivinii
Ulex boivinii  (лат.) — вид цветковых растений рода Улекс (Ulex) семейства Бобовые (Fabaceae).
Согласно современной классификации отнесён к видам рода Stauracanthus Link — Stauracanthus boivinii (Webb) Samp.

## Ботаническое описание
Колючий вечнозелёный кустарник до 1,5 м высотой, сильно ветвится. Стебель и старые ветви с коричневатой корой, трескающейся продольно. Молодые ветви зелёные. Филлоиды очень маленькие, чешуевидные, линейно-ланцетные или овально-ланцетные. 
Цветки собраны в короткие кисти и сидят на опушённых цветоножках 2—3 мм длиной. Цветки 7—11 мм длиной. Чашечка желтоватая, 4—9 мм длиной, серебристо-опушённая. Венчик жёлтый, мотыльковый, киль опушённый сзади. 
Плод — боб, вначале опушённый, но по мере созревания теряет волоски. Содержит (1)2—4 семени. Семена овальные, сначала зелёные, потом чёрные, чуть сплющенные, гладкие. 
Цветёт практически весь год, но особенно обильно — зимой и весной. Плодоношение весной и летом.
Набор хромосом n = 72, возможны внутривидовые изменения.

## Распространение и местообитание
Ареал включает юго-запад Испании, юг Португалии, северо-запад Африки (Алжир и Марокко). Произрастает в лесах и зарослях. Не выносит богатых известью почв.

## Синонимика
- Nepa boivinii (Webb) Webb
- Stauracanthus boivinii (Webb) Samp.
- Ulex cossonii (Webb) Nyman
- Ulex escayracii (Webb) Nyman
- Ulex luridus (Webb) Nyman
- Ulex vaillantii (Webb) Nyman
- Ulex webbianus Coss.[6]